# Vĩnh Hưng, Sâm Châu
Vĩnh Hưng (chữ Hán giản thể: 永兴县) là một huyện thuộc địa cấp thị Sâm Châu tỉnh Hồ Nam, Cộng hòa Nhân dân Trung Hoa. Huyện này có diện tích 1979 ki-lô-mét vuông, dân số năm 2004 là 634.900 người, trong đó dân số đô thị là 168.400 người. Chính quyền huyện đóng ở trấn Thành Quan. Huyện Vĩnh Hưng giáp các đơn vị cấp huyện: đông bắc giáp An Nhân, tây bắc giáp Lỗi Dương, đông nam giáp Tư Hưng, tây nam giáp Quế Dương.